# Heather Watson
Heather Miriam Watson (nascida em 19 de maio de 1992) é uma tenista profissional britânica nascida em Guernesei. 
Em sua carreira júnior, Watson ganhou o US Open de 2009 e uma medalha de ouro nos Jogos da Juventude da Commonwealth de 2008 [en].
Em outubro de 2012, Watson ganhou seu primeiro título de simples do WTA Tour no Japan Women's Open, tornando-se a primeira mulher britânica a ganhar um título de simples do cirtuito WTA desde Sara Gomer [en] em 1988.
Ex-número 1 britânica (N° 6 em 2023), Watson conquistou oito títulos da WTA ao longo de sua carreira, incluindo o título de duplas mistas no Torneio de Wimbledon de 2016, em parceria com o finlandês  Henri Kontinen, tornando-a a primeira mulher britânica a ganhar um título de "Major" desde Jo Durie em 1991 no Australian Open, e a primeira a ganhar um título de Wimbledon desde Durie em 1987. Já em 2017, como defensores do título, Kontinen e Watson conseguiram chegar à final de Wimbledon nas mistas mais uma vez. Entretanto foram impedidos de conquistar o bicampeonato consecutivo do torneio ao serem superados pelo britânico Jamie Murray e a suíça Martina Hingis por duplo 6/4.

## Início da vida e carreira júnior
Heather Watson nasceu em Guernsey, filha de Michelle e Ian Watson. Sua mãe é de Papua Nova Guiné e seu pai é britânico, ele foi diretor administrativo da Guernsey Electricity [en] de 1995 até a aposentadoria em 2010. Ela tem um irmão, Adam e duas irmãs, Stephanie e Julie. Watson começou a jogar tênis aos sete anos de idade, e aos doze ela foi para a Nick Bollettieri Tennis Academy [en] na Flórida.
Em 2006, Watson venceu o Campeonato Britânico Sub-14. No ano seguinte, ela venceu o Campeonato Britânico Sub-16, e chegou às semifinais do Campeonato Britânico Sub-18. Ela perdeu nas semifinais sub-18 novamente em 2008 para a eventual vencedora Tara Moore [en]. Em outubro, Watson viajou para Pune, na Índia, para competir nos Jogos da Juventude da Commonwealth de 2008 [en], onde ganhou a medalha de ouro, vencendo a final contra Kyra Shroff [en]. A mãe Michelle deixou o emprego em 2008 para viajar em tempo integral com a filha pelo Circuito Mundial Júnior.
Watson jogou seu primeiro torneio sênior em março de 2009 - o torneio Jersey Open de US$ 25k, mas perdeu na segunda rodada para Katie O'Brien. No início de julho, ela se tornou a júnior britânica com melhor classificação, ultrapassando Laura Robson. Ela alcançou seu primeiro ranking mundial feminino sênior em 27 de julho de 2009, entrando na posição 756. Ela ganhou seu primeiro título sênior no torneio Frinton de US$ 10k. Watson venceu Anna Fitzpatrick [en] na final. No US Open de 2009, Watson entrou como cabeça de chave número 11 no individual feminino. Ela chegou às quartas de final em 10 de setembro, antes que a chuva interrompesse a programação do torneio. O torneio mudou para quadras cobertas e Watson venceu a segunda cabeça de chave Noppawan Lertcheewakarn nas quartas de final em 12 de setembro. Ela jogou sua semifinal no mesmo dia e venceu Daria Gavrilova para chegar à final, onde enfrentou a parceira de duplas Yana Buchina. Jogando na quadra 7, Watson venceu em dois sets.
No Aberto da França de 2009, Watson e sua parceira, como dupla terceira cabeça de chave, chegaram à final de duplas femininas, onde ela e Tímea Babos enfrentaram a dupla segunda cabeça de chave Noppawan Lertcheewakarn e Elena Bogdan e foram derrotadas no tie-break. Ao lado de Yana Buchina, naquele ano elas foram a sétima cabeça de chave nas duplas femininas no Australian Open e a sexta cabeça-de-chave nas duplas femininas do US Open, mas perderam na primeira rodada em ambos os torneios. Em Wimbledon, ela fez dupla com Magda Linette e elas entraram como sexta cabeça de chave nas duplas femininas, mas foram eliminadas na segunda rodada.

## Carreira profissional

### 2023: Semifinal de Nottingham
Depois de um final de temporada positivo em 2022, ajudando o time da Grã-Bretanha a chegar às semifinais da Copa Billie Jean King de 2022, Watson começou sua temporada jogando um evento da ITF em Canberra, onde derrotou a cabeça-de-chave Kateryna Kozlova e a também britânica Yuriko Miyazaki [en], antes de cair para a eventual campeã, Katie Boulter.
Watson então foi para o Australian Open, onde foi eliminada na primeira rodada da qualificatória por Aliona Bolsova [en]. Foi o primeiro ano desde 2012 que ela não jogou a chave principal em Melbourne.
Não tendo tido o início de temporada ideal, Watson foi jogar em Hua Hin, onde passou pela segunda cabeça de chave, Yulia Putintseva, na primeira rodada. Em uma batalha acirrada de três sets, Watson passou pela segunda cabeça de chave na segunda rodada. Com uma vitória sobre Han Na-lae [en], Watson chegou a sua primeira quartas de final no WTA Tour desde Birmingham 2021. Ela perdeu em dois sets apertados para a sétima cabeça de chave  Wang Xinyu.
Watson então jogou no torneio de US$ 25k em Glasgow [en], onde conseguiu uma série de vitórias em quatro partidas, antes de perder em uma final de três sets para Marie Benoît [en].
Watson então disputou a qualificatória no ATX Open, onde derrotou Jamie Loeb [en] na primeira rodada e María Carlé [en] na última rodada da qualificatória para chegar à chave principal. Procurando aproveitar seu sucesso, Watson enfrentou uma chave complicada que começou com Danka Kovinić, uma jogadora classificada cerca de 80 posições acima dela, mas conseguiu passar pela primeira rodada. Watson enfrentou a quinta cabeça de chave Sloane Stephens na segunda rodada, com a americana jogando perto da perfeição na linha de base, Watson perdeu em sets diretos. Watson deixou a semana tendo conseguido resultados sólidos para apresentar, no entanto, Watson não conseguiu entrar nas qualificatórias para Indian Wells ou para o Miami Open.
No Nottingham Open de 2023 após a qualificatória, Watson fez sua primeira semifinal na WTA desde 2021. Na semifinal, perdeu para a N° 1 britânica Katie Boulter.

### 2024
Watson iniciou a temporada no torneio Brisbane International, na chave de duplas, ela e sua parceira Greet Minnen [en], chegaram à final contra a dupla cabeça de chave número cinco, Jeļena Ostapenko / Lyudmyla Kichenok. Elas perderam a final em sets diretos.

## Finais WTA

### Simples: 2 (2–0)
| Legenda                             |
| ----------------------------------- |
| Grand Slam (0–0)                    |
| WTA Tour (0–0)                      |
| Premier Mandatory & Premier 5 (0–0) |
| Premier (0–0)                       |
| International (2–0)                 |

| Finais por Piso |
| --------------- |
| Duro (2–0)      |
| Saibro (0–0)    |
| Grama (0–0)     |

| Resultado | Data                  | Categoria     | Torneio                         | Piso | Oponente        | Placar             |
| --------- | --------------------- | ------------- | ------------------------------- | ---- | --------------- | ------------------ |
| Campeã    | 14 de outubro de 2012 | International | HP Open, Japão                  | Duro | Chang Kai-chen  | 7–5, 5–7, 7–6(7–4) |
| Campeã    | 17 de Janeiro de 2015 | International | Hobart International, Austrália | Duro | Madison Brengle | 6–3, 6–4           |

### Duplas: 5 (3–2)
| Legenda                             |
| ----------------------------------- |
| Grand Slam (0–0)                    |
| WTA Tour (0–0)                      |
| Premier Mandatory & Premier 5 (0–0) |
| Premier (1–0)                       |
| International (2–2)                 |

| Finais por Piso |
| --------------- |
| Duro (3–2)      |
| Saibro (0–0)    |
| Grama (0–0)     |

| Resultado | Data                   | Categoria     | Torneio                       | Piso     | Parceira          | Oponentes                         | Placar                     |
| --------- | ---------------------- | ------------- | ----------------------------- | -------- | ----------------- | --------------------------------- | -------------------------- |
| Campeã    | 15 de Julho de 2012    | Premier       | Bank of the West Classic, EUA | Duro     | Marina Erakovic   | Jarmila Gajdošová Vania King      | 7–5, 7–6(9–7)              |
| Campeã    | 25 de Agosto de 2012   | International | Texas Tennis Open [en], EUA   | Duro     | Marina Erakovic   | Līga Dekmeijere Irina Falconi     | 6–3, 6–0                   |
| Vice      | 16 de Setembro de 2012 | International | Bell Challenge, Canadá        | Duro (i) | Alicja Rosolska   | Tatjana Malek Kristina Mladenovic | 6–7(5–7), 7–6(8–6), [7–10] |
| Vice      | 14 de Outubro de 2012  | International | HP Open, Japão                | Duro     | Kimiko Date-Krumm | Raquel Kops-Jones Abigail Spears  | 1–6, 4–6                   |
| Campeã    | 27 de Julho de 2014    | International | Baku Cup, Azerbaijão          | Duro     | Alexandra Panova  | Raluca Olaru Shahar Peer          | 6–2, 7–6(7–3)              |

## ITF
| Grand Slam torneios (0) |
| Ouro Olimpico (0)       |
| WTA Championships (0)   |
| Premier Mandatory (0)   |
| Premier 5 (0)           |
| Premier (0)             |
| International (0)       |
| ITF (5)                 |

| N. | Data                  | Torneio                   | Piso          | Oponente na final         | Placar        |
| 1. | 14 de julho de 2009   | Frinton [en], Reino Unido | Grama         | Anna Fitzpatrick [en]     | 4–6, 6–4, 6–2 |
| 2. | 20 de julho de 2010   | Wrexham, Reino Unido      | Dura          | Sania Mirza               | 6–2, 6–4      |
| 3. | 1 de novembro de 2010 | Toronto, Canadá           | Dura (indoor) | Alizé Lim                 | 6–3, 6–3      |
| 4. | 16 Fevereiro 2014     | Midland, EUA              | Duro (i)      | Ksenia Pervak             | 6–4, 6–0      |
| 5. | 18 Maio 2014          | Praga, Rep. Tcheca        | Saibro        | Anna Karolína Schmiedlová | 7-6, 6–0      |